# Ungarische Benediktinerkongregation
Die Ungarische Benediktinerkongregation (lateinisch Congregatio Hungarica Ordinis Sancti Benedicti) ist ein Klosterverband der Benediktiner.

## Geschichte

### Gründung

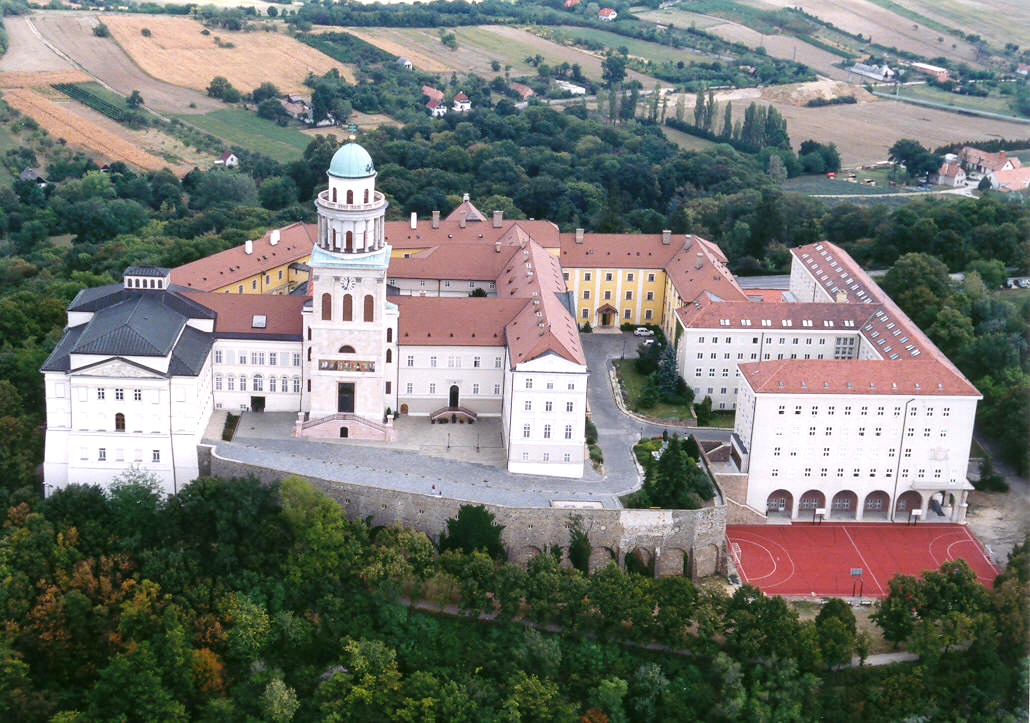
Erzabtei Pannonhalma

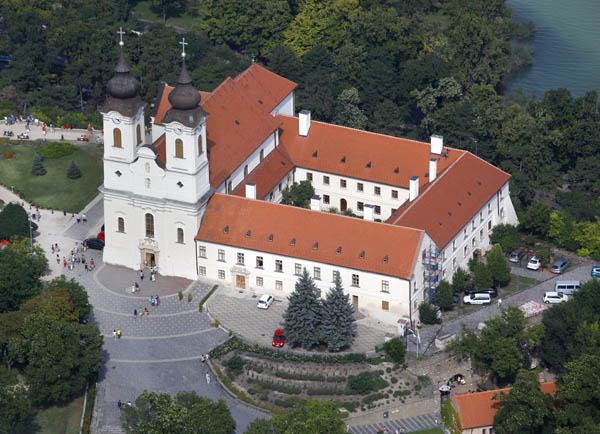
Abtei Tihany

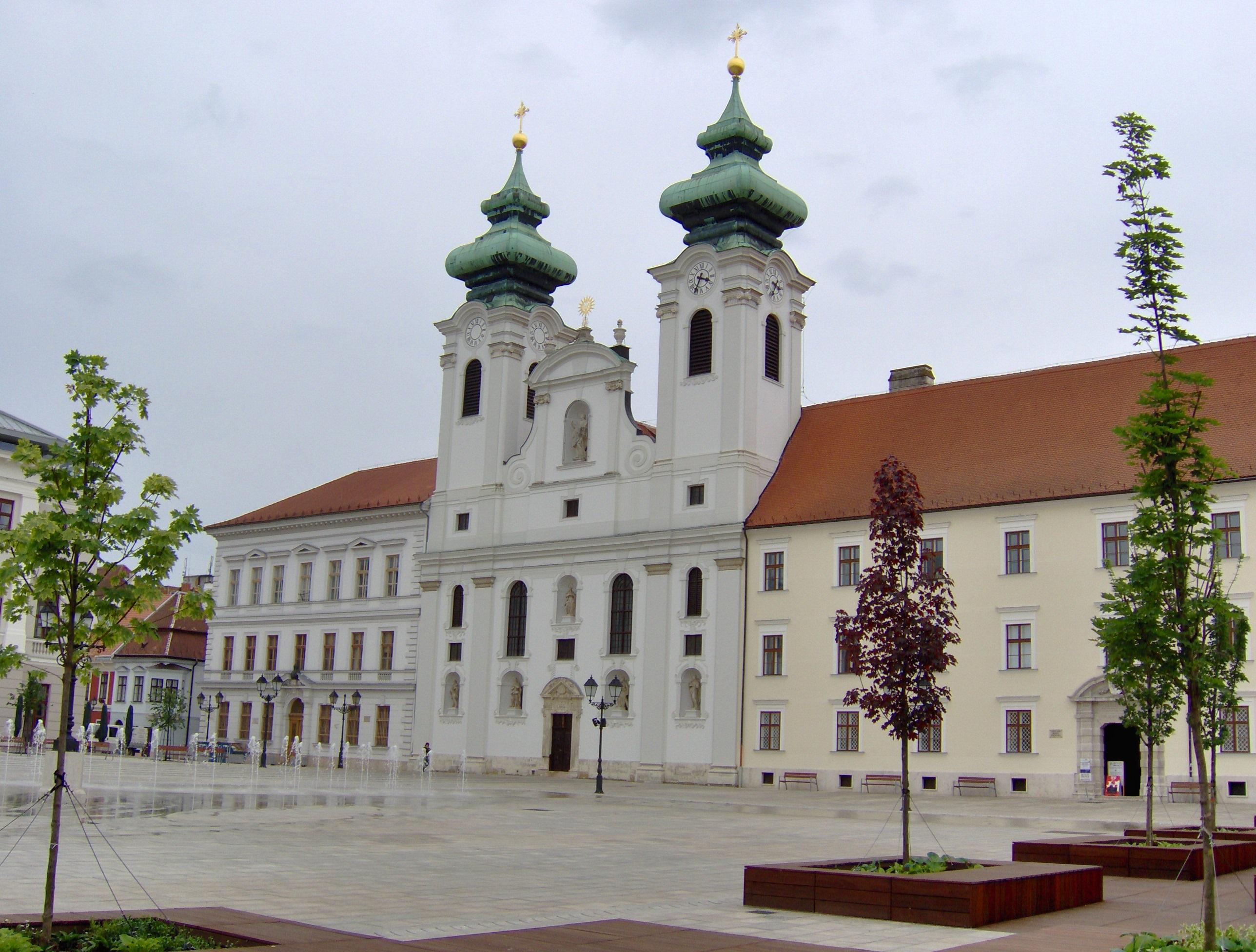
Abtei Győr

Die ersten Benediktiner, Abt Anastasio und seine Gefährten, kamen 996 nach Ungarn, waren Flüchtlinge aus Böhmen und wurden von Fürst Géza begrüßt. König Stephan I., sein Sohn, gründete die Abtei Pannonhalma. Sie spielten eine bedeutende Rolle bei der Bekehrung Ungarns zum Christentum und stellten die ersten Bischöfe des Landes.
1500 ernannte Ludwig II. Matteo Tolnai zum Abt von Pannonhalma um das Kloster zu erneuern. Er orientierte sich hauptsächlich an der Reform von Melk. Er versuchte das Kommendensystem zurückzudrängen, damit jede Gemeinschaft einen rechtmäßigen Abt hatte.
Die reformierten ungarischen Klöster wurden 1514 durch Papst Leo X. zu einer Kongregation unter Vorsitz von Tolnai vereinigt.

### Auflösung und Restauration
Nach der Niederlage der Ungarn gegen das Osmanische Reich in der Schlacht bei Mohács 1526 wurden viele Klöster zerstört und die Gemeinschaften zerstreut. 1585 wurde die Abtei Pannonhalma besetzt und zur Festung umgewandelt.
1638 wurde die Abtei Pannonhalma von Ferdinand III. wiederhergestellt und beauftragt, das Vordringen des Protestantismus zu verhindern. Das Mönchtum der Benediktiner blühte nach der Niederlage der Türken und Wiedereroberung Ungarns wieder auf. Den Mönchen von Pannonhalma gelang es, die alten Abteien Bakonybél, Celldömölk, Tihany und Zalavár wiederzubeleben und so die Kongregation zu restaurieren.
Zwischen den Gemeinschaften gab es eine enge Verbindung, da alle Mönche der Kongregation ihr Noviziat in Pannonhalma absolvierten und die Äbte der anderen Klöster vom Erzabt von Pannonhalma ernannt wurden.
Während der Herrschaft von Joseph II. wurden zahlreiche Abteien und auch Pannonhalma aufgelöst, aber später von Franz II. wiederhergestellt. Ihnen wurden alle Güter zurückgegeben mit der Verpflichtung, die höhere Schule zu erhalten. Die Aufgabe, junge Menschen zu erziehen, förderte das geistige Leben, und der Einfluss der Benediktiner in den gebildeten Kreisen des Landes wuchs. Viele Mönche wurden Universitätsprofessoren und Mitglied der Akademie der Wissenschaften.

### Zeit des Kommunismus
1949 wurden nach der Verkündung der Volksrepublik durch die Partei der Ungarischen Werktätigen alle religiösen Orden aufgelöst und die katholischen Schulen geschlossen. Die Erzabtei Pannonhalma blieb wegen ihrer Geschichte verschont und die Benediktiner kehrten 1950 zurück.
Einige Benediktiner aus Ungarn gründeten 1953 in São Paulo in Brasilien ein Priorat und 1958 im Portola Valley in Kalifornien ein weiteres. Beide Klöster durften nicht-ungarische Novizen aufnehmen.

## Aktivitäten und Verbreitung
Zahlreiche Abteien haben Sekundarschulen, in denen die Mönche unterrichten. Die Mönche betreuen Pfarreien und übernehmen weitere pastorale Tätigkeiten (Leitung von Exerzitienhäusern und von spirituellen Übungen).
Außer in Ungarn gibt es auch Klöster in Österreich, Brasilien und der Slowakei. Das Priorat in Kalifornien wurde an die Amerikanisch-Cassinensische Benediktinerkongregation abgegeben. Leiter der Kongregation ist der Erzabt von Pannonhalma.
2008 hatte die Kongregation neun Abteien, ein Priorat und 97 Mönche. Im Jahr 2024 besteht die Kongregation aus 4 Abteien oder Konventualprioraten und 2 abhängigen Prioraten in 2 Ländern (Ungarn und Brasilien) mit insgesamt 82 Mönchen.
Geborener Präses der Ungarischen Benediktinerkongregation ist der Erzabt von Pannonhalma, seit 2018 Cirill T. Hortobágyi OSB.

## Klöster

### Ungarn
- Erzabtei Pannonhalma, 47 Mönche und 93 Oblaten
- Haus in Budapest (1984) 5 Mönche
- St. Mauritius Kloster Bakonybél (1032), abhängiges Priorat von Pannonhalma, 4 Mönche und 7 Oblaten
- Priorat Győr (1803), eigenständiges Priorat, 12 Mönche
- Abtei Tihany (1055), eigenständiges Priorat, 8 Mönche

### Österreich
- Haus Unterwart, abhängig von Pannonhalma, 3 Mönche

### Slowakei
- Haus de Komárno (1780), abhängig von Pannonhalma, 1 Mönch

### Brasilien
- Abtei Saint-Gérard de São Paulo (1953, seit 1989 Abtei), 11 Mönche
- Priorat Itapecerica da Serra (1992), abhängig von Saint-Gérard, 6 Mönche